# GCIRS 13E
GCIRS 13E è un candidato buco nero di massa intermedia (in inglese Intermediate-mass black hole, IMBH) con una massa di circa 1300 masse solari in orbita attorno a Sagittarius A* ad una distanza di circa 3 anni luce. La sua velocità orbitale sarebbe di 280 km/s.
GCIRS 13E è gravitazionalmente legato ad un ammasso di sette stelle massicce che gli orbitano intorno. È opinione comune che le stelle massicce non si possano formare così vicino a un buco nero supermassiccio qual è Sagittarius A*. E poiché simili stelle hanno anche una vita molto breve si pensa che GCIRS 13E possa essere migrato in quella regione attratto dal buco nero centrale non più di dieci milioni di anni fa. Probabilmente precedentemente si trovava a una distanza di non meno di 60 anni luce dalla sua orbita attuale. Le stelle compagne costituiscono probabilmente i resti di un ammasso globulare dove un buco nero di massa intermedia come GCIRS 13E si sarebbe potuto accrescere per mezzo di collisioni stellari.

## Dubbi sulla reale esistenza di GCIRS 13E
Nel 2005 un gruppo di ricerca tedesco mise in dubbio la presenza di un IMBH vicino al centro galattico. Tale conclusione si basava su uno studio dinamico del piccolo ammasso globulare in cui il sospetto buco nero di massa intermedia si sarebbe accresciuto. Il dibattito è ancora aperto, sebbene gli indizi facciano propendere a favore dell'esistenza di GCIRS 13E.